# جون ماكديرموت
جون ماكديرموت (بالإنجليزية: John McDermott)‏ (3 فبراير 1969 في المملكة المتحدة - ) هو لاعب كرة قدم بريطاني في مركز الظهير. لعب مع غريمسبي تاون.

## وصلات خارجية
- جون ماكديرموت على موقع قاعدة بيانات كرة القدم.إي يو (الإنجليزية)
- جون ماكديرموت على موقع Soccerbase.com (لاعب) (الإنجليزية)
- جون ماكديرموت على موقع عالم كرة القدم.نت (الإنجليزية)